# Луций Септимий Флакк
Луций Септимий Флакк (лат. Lucius Septimius Flaccus) — римский политический деятель второй половины II века.
О происхождении Флакка нет никаких сведений. Он идентифицируется с Септимием Флакомм, который управлял Нижней Паннонией в ранге легата пропретора между 180 и 182 годом. В 183 году он занимал должность консула-суффекта вместе с Титом Пактумеем Магном. Кроме того, Флакк, по всей видимости, входил в состав жреческой коллегии арвальских братьев.